# Sibide Barat
Sibide Barat is een bestuurslaag in het regentschap Toba Samosir van de provincie Noord-Sumatra, Indonesië. Sibide Barat telt 546 inwoners (volkstelling 2010).